# Эллисон, Дженнифер (писательница)
Дженнифер Эллисон (англ. Jennifer Allison, род. 15 июля 1966, Saline, Мичиган) — американская писательница детективных романов, наиболее известна как автор детской серии книг «Джильда Джойс».
Родилась под именем Дженнифер Эллисон Бростром. Выросла в Салине, штат Мичиган, и в 1984 году окончила среднюю школу Салина. Дженнифер получила степень бакалавра в Мичиганском университете, где она училась на музыкальном направлении, но вскоре увлеклась литературой и писательством. Она также имеет степень M.F.A. (магистр изящных искусств) от Американского университета. Её первая книга была написана, когда она жила в Сан-Франциско, штат Калифорния, и опубликована в июле 2005 года. В настоящее время она проживает в Чикаго, штат Иллинойс.

### Джильда Джойс
1. Gilda Joyce, Psychic Investigator[англ.] (2005) ISBN 978-0-14-240698-4, ISBN 0-525-47375-0
2. Gilda Joyce: The Ladies of the Lake[англ.] (2006) ISBN 978-0-14-240907-7, ISBN 0-525-47693-8
3. Gilda Joyce: The Ghost Sonata (2007) ISBN 978-0-14-241232-9
4. Gilda Joyce: The Dead Drop (2009) ISBN 978-0-14-241638-9, ISBN 978-0-525-47980-2
5. Gilda Joyce, Psychic Investigator: The Bones of the Holy (2011) ISBN 978-0-14-241990-8, ISBN 978-0-525-42212-9

### Игги Лумис
1. Iggy Loomis, Superkid in Training (2014) ISBN 978-0-14-242573-2
2. Iggy Loomis, A Hagfish Called Shirley (2014) ISBN 978-0-80-373781-5

### Другие работы
1. Fear[англ.] (2010) ISBN 0-525-42168-8